# Tyr (cómic)
Tyr, es un personaje ficticio, un dios asgardiano que aparece en los cómics estadounidenses publicados por Marvel Comics. El personaje está basado en el dios nórdico del mismo nombre. Junto con Thor y Balder, fue uno de los hijos biológicos de Odín y Frigga.
El personaje fue interpretado por Clive Russell en la película del Universo Cinematográfico de Marvel por Thor: The Dark World (2013).

## Historial de publicación
Tyr apareció por primera vez en Journey into Mystery # 85 (octubre de 1962), y fue creado por Stan Lee, Larry Lieber y Jack Kirby.

## Biografía ficticia del personaje
Tyr es el dios asgardiano de la guerra. Tyr fue reconocido en todo Asgard por ser el único dios lo suficientemente valiente como para poner su mano en la boca del dios lobo Fenris durante la unión de este último que Fenris no permitiría a menos que un dios pusiera su mano en su boca; su mano izquierda falta como resultado, ya que Fenris lo ha mordido y ahora suele estar cubierto por una copa de metal. Ha luchado en la defensa de Asgard en numerosas ocasiones. Se ha rebelado varias veces contra Odin debido a su amor por la batalla, y luchó contra Thor debido al resentimiento de la relación de Thor con Sif, y el hecho de que Thor usurpó su papel como el mejor guerrero de Asgard. Una vez estuvo casi exiliado por esto, pero Thor suplicó clemencia.
En un momento antes de la pérdida de su mano, Tyr es uno de los verdugos elegidos para matar a Balder por el crimen de ignorar a sus compañeros en el campo de batalla. Tyr dispara una flecha, que es arrebatada por un águila.
Tyr luchó contra las fuerzas asgardianas contra un falso Ragnarok que Odin había diseñado para retrasar al verdadero Ragnarok. Más tarde perdió una apuesta amistosa para Thor sobre si su fuerza había disminuido después de luchar contra los Celestiales. Tyr más tarde se alió con Loki contra Odin, y capturó a la diosa Idunn y sus Manzanas de oro de la inmortalidad, sin las cuales los dioses envejecerían y perecerían. Desató a la Serpiente de Midgard en la Tierra cuando fue reforzada por las Manzanas, y su ejército la utiliza como puente para atacar a Asgard. Con los enemigos de Asgard, siguió a Odin y los otros dioses a la Tierra, donde fue traicionado por Loki y derrotado por Odin. Junto a Beta Ray Bill, los Vengadores, los Cuatro Fantásticos y las fuerzas Asgardianas, Tyr luchó contra los demonios de Surtur en la Tierra. Tyr luego regresó a Asgard. Más tarde, en una batalla, Thor hace referencia a la antigua patria de Tyr y al sabio 'Hymir', que a menudo se considera el padre de Tyr. Tyr responde al llamado a la defensa de Asgard cuando es amenazado por el dios de la muerte egipcio Seth.
Tyr es parte de un pequeño grupo de guerreros asgardianos que piden a Odín las vidas de los Tres Guerreros y su aliado de los guardias. Odin, influenciado por una fuerza externa, despide airadamente a los grupos de Tyr y declara que los Guerreros y el guardia se morirán por ser traidores a Asgard.
Durante los eventos de Ragnarok, Tyr luchó junto a Beta Ray Bill y los ejércitos de Asgard contra Surtur, los Demonios del Fuego, los trolls y los gigantes, y perecieron durante la batalla.
El regreso de Asgard implica una breve estadía en el país de Latveria, donde su gobernante, el Doctor Doom, asesina a varios asgardianos. Tyr es parte de la fuerza que lidera un ataque en la fortaleza de Doom.
Durante el Sitio de Asgard, Tyr estuvo presente con los asgardianos cuando las noticias de Volstagg entregándose a las autoridades de Broxton llegan a Asgard. Asume el mando de las fuerzas asgardianas cuando Balder se despide. Tyr sufre una crisis personal cuando se predice que caerá en la batalla. Después de ver a los que lo hacen, se reúne para regresar a las líneas del frente donde es herido gravemente por las piedras Norn de la Capucha. Tyr toma el control de los espíritus de los asgardianos caídos y oran para que alguien los guíe a la otra vida. Esta oración es contestada en forma de Danielle Moonstar, que ha recuperado su antiguo papel de valquiria. Sobre sus talones, 'Disir', Valkryies depredadores de la antigüedad, que tratan de deleitarse con las almas de los caídos. Danielle y Tyr luchan contra las criaturas, pero pierden a tres asgardianos en el olvido. Tyr le asegura a Danielle que luchó bien a pesar de todo. Los "sobrevivientes" son llevados a una vida después de la muerte mientras Tyr se queda atrás. Danielle le dice que no está realmente muerto, sino cerca de eso.
Más tarde se ve a Tyr, vivo y bien, investigando el robo de las Manzanas Doradas de Idunn. Dichas manzanas ayudan a mantener la larga vida y la vitalidad de sus compañeros dioses. Tyr es engañado para que piense que el perpetrador es el heroico Amadeus Cho. El verdadero autor es Agamenón, un antiguo asgardiano que se ha vuelto loco de poder y la cantidad de años que ha vivido. Cuando un ejército invasor de más allá del universo amenaza a los nueve reinos, Tyr y Balder se ofrecen voluntariamente para atacar directamente al enemigo. Sufren en su batalla, pero el ejército pronto se ve obligado a retroceder con la asistencia de Odín.
Tyr se convierte en el comandante de las fuerzas del inframundo de Hela. Los dos comparten una atracción que intentan negar.
Cuando Angela lidera una rebelión contra Hela, Tyr lleva a Skurge y Balder a oponerse a ella. Durante la pelea él admite que solo ama a Hela. Más tarde, Tyr asiste a un grupo de asgardianos, algunos muertos y otros vivos, en la lucha contra la invasión de Hel.

## Poderes y habilidades
Tyr es un miembro de la raza de superhumanos conocidos como asgardianos, y por lo tanto tiene fuerza, velocidad, resistencia, durabilidad, agilidad y reflejos sobrehumanos, y tiene una vida útil extremadamente larga e inmunidad a todas las enfermedades terrestres, así como una cierta resistencia a la magia. Tyr, el dios de la guerra, no sólo es muy hábil en combate cuerpo a cuerpo, es hábil con todas las formas de armamento asgardianas. Incluso después de la destrucción de Asgard, Tyr ha revelado una habilidad especial, un poder oculto que le permite invocar "el alma del Dios de la Guerra", liberando energías destructivas a través de su mano cortada.
Por lo general lleva una espada y un escudo. Tyr una vez robó la Maza del Mito-Guerra, un arma una vez utilizada por Odín y posee poderes similares al martillo de Thor Mjolnir, así como la capacidad de teletransportarse entre los universos adyacentes, tales como Midgard y Asgard. Tyr cree que la maza encantada era "igual al reto del místico Mjolnir" y ha demostrado ser capaz de regresar a su portador, como Thor. Durante el combate, la maza es destruida por Thor con su relámpago.

## En otros medios

### Película
- Clive Russell interpreta a Tyr en la película de acción en vivo Thor: The Dark World.[21] Esta versión es el comandante de los guardias Einherjar, y se ve trabajando estrechamente con Odín.

### Videojuegos
- Tyr aparece como un NPC en el videojuego Marvel: Ultimate Alliance, con la voz de Trev Broudy. Se le vio derrotado y estaba siendo vigilado por el Escorpión y el Lagarto con él colgando sobre el metal fundido. El jugador debe combatir a través de los talleres personales de Tyr con el fin de ponerlo en libertad y tiene que enfriar el metal antes de bajarlo. El jugador puede no enfriar el metal, bajarlo, provocándole la muerte, pero no tiene mucho efecto en eventos futuros.